# 双桥虹驾
双桥虹驾，位于中国广东省梅州市平远县仁居镇东门外，为梅州市平远县的一个县级文物保护单位，类型为古建筑，公布时间为2003年5月。
双桥虹驾的历史年代为明、清。